# Luci Sicini (tribú de la plebs)
Luci Sicini (en llatí: Lucius Sicinius) va ser un polític romà del segle iv aC. Formava part de la gens Sicínia, una antiga gens romana d'origen plebeu.
Va ser elegit tribú de la plebs l'any 387 aC i va presentar als comicis per la seva votació, una llei agrària que es referia a l'anomenat ager Pomptinus. La llei va ser aprovada àmpliament.